# Abyssocottidae
Abyssocottidae là một họ cá nước ngọt theo truyền thống xếp trong liên họ Cottoidea của phân bộ Cottoidei thuộc bộ Scorpaeniformes. Nói chung các loài trong họ này được biết đến như là cá bống nước sâu. Toàn bộ họ này là đặc hữu hồ Baikal ở Siberia.
Các loài trong họ này sinh sống trong vùng nước sâu, thường ở độ sâu dưới 170 m. Khi được công nhận, họ này gồm 24-28 loài trong 7-8 chi. Các loài cá này bao gồm cả các loài cá nước ngọt sinh sống sâu nhất như Abyssocottus korotneffi và Cottinella boulengeri. Hồ Baikal là hồ sâu nhất trên thế giới, đạt độ sâu tới 1.642 m, và các loài cá bống trong họ này thậm chí còn chiếm lĩnh những độ sâu sâu nhất của hồ này.

## Lịch sử phân loại
Danh pháp Abyssocottini ở cấp bậc phân họ được Lev Semyonovich Berg sử dụng lần đầu tiên năm 1907 khi ông chia họ Cottidae thành các phân họ Cottini và Abyssocottini. Năm 1923, David Starr Jordan đặt ra tên gọi Abyssocottidae khi nâng cấp phân họ Abyssocottini thành họ độc lập.

## Tiến hóa và hệ thống học
Một số nghiên cứu phát sinh chủng loài đầu thế kỷ 21 dựa trên DNA ti thể gợi ý rằng Abyssocottidae cùng các loài cá dạng cottoid sinh sống trong hồ Baikal, như các họ Cottocomephoridae (cá bống Baikal) và Comephoridae (cá mỡ Baikal), cùng nhau lập thành một nhóm đơn ngành với nguồn gốc và đa dạng hóa trong các hồ là tương đối gần đây, kể từ thế Pliocen. Các tổ tiên của cụm loài này bao gồm trên 30 loài lồng sâu trong chi cá bống ngọt (Cottus của họ Cottidae). Tự bản thân Abyssocottidae dường như là một nhóm tự nhiên trong phân tỏa này. Chi Batrachocottus (họ Cottocomephoridae) cũng nên được gộp vào họ này.
Nghiên cứu năm 2005 của Kinziger et al. cho thấy nhánh Baikal bao gồm Abyssocottidae, Comephoridae và Cottocomephoridae lồng sâu trong chi Cottus, vì thế họ Cottidae gộp cả Abyssocottidae, Comephoridae và Cottocomephoridae là giải pháp hợp lý hơn.
Hiện nay, nó được coi là một phần của họ Cottidae. Trong Fishes of the World (ấn bản lần 5) in năm 2016 nó được coi là phân họ Abyssocottinae của họ Cottidae.

## Các chi
- Abyssocottus: 3 loài.
- Asprocottus: 8 loài.
- Batrachocottus: 4 loài.
- Cottinella: 1 loài cá bống đầu ngắn (Cottinella boulengeri).
- Cyphocottus: 2 loài.
- Limnocottus: 4 loài.
- Neocottus: 2 loài.
- Procottus: 4 loài.